# Mecostibus sublaevis
Mecostibus sublaevis är en insektsart som beskrevs av Karsch 1896. Mecostibus sublaevis ingår i släktet Mecostibus och familjen Lentulidae. Inga underarter finns listade i Catalogue of Life.